# Regno di Cochin

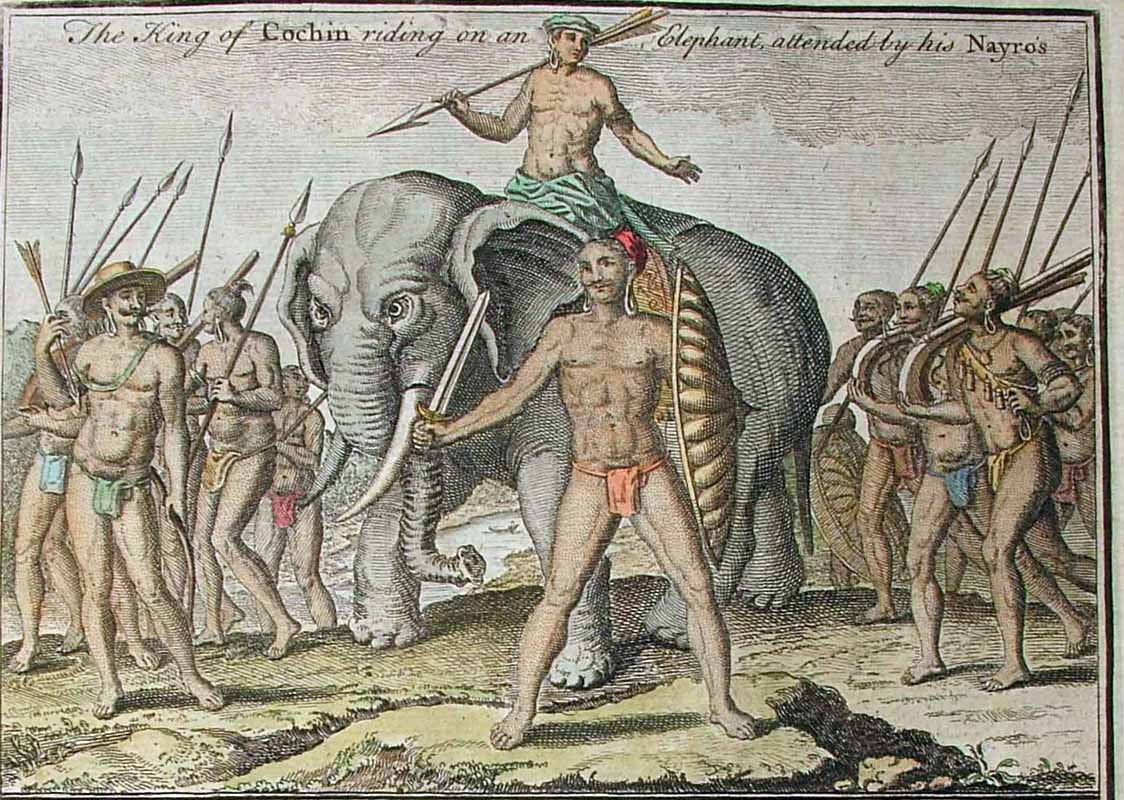
Il Re di Cochin su un elefante indiano (da Itineraria di Jan Huyghen van Linschoten)

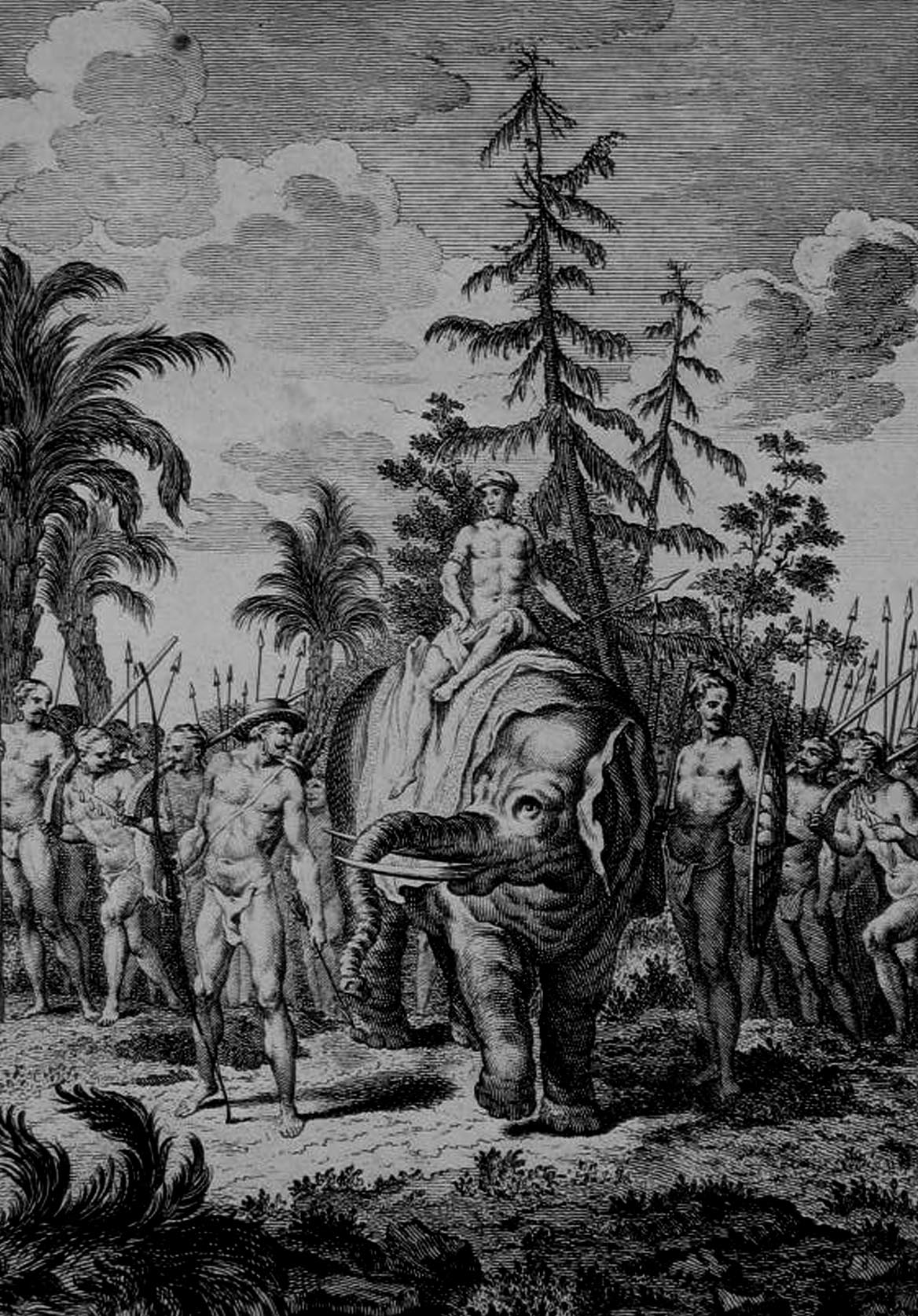
Il Re di Cochin sul suo elefante, accompagnato dai suoi Nair, da Histoire générale des Voyages

Il Regno di Cochin (conosciuto anche come Perumpadappu Swaroopam, Mada-rajyam, Gosree Rajyam, o Kuru Swaroopam; malayalam: കൊച്ചി Kocci o പെരുമ്പടപ്പ്‌ Perumpaṭappu) è stato un regno medievale Hindu e successivamente uno degli Stati principeschi della costa del Malabar, India meridionale, con centro principale Kochi.
La città di Kochi fin dall'undicesimo secolo era sede del Regno di Cochin; chiamata La regina del mare arabico, Kochi fu un importante centro per il commercio delle spezie sulla costa di questo mare. In molti degli scritti lasciatici da mercanti e viaggiatori dell'epoca, troviamo riferimenti a questa città, chiamata ora Cocym, ora Cochym; talvolta Cochin e altre volte Cochi. Occupato dai Portoghesi nel 1503, il Regno di Cochin fu il primo centro colonizzato dagli Europei nel subcontinente indiano; che fecero di Kochi la capitale dell'India Portoghese fino al 1530, quando questo titolo fu trasferito a Goa. In seguito, la città ed il circondario cadde prima sotto il controllo degli olandesi, poi sotto il regno di Mysore, infine sotto l'egemonia britannica. Quando l'India raggiunse l'indipendenza, nel 1947, la regione di Kochi aderì alla neonata Federazione Indiana.

## Storia

### Le origini
Non vi sono testimonianze scritte antiche e precise sulla nascita del regno di Cochin né sulla sua famiglia reale, conosciuta anche col nome di Perumpadapu Swaroopam. Gli unici elementi a disposizione sono miti e leggende o dipinti fatti però realizzare all'epoca della dinastia regnante.

I manoscritti sopravvissuti, come ad esempio Keralolpathi, Keralamahatmyam e Perumpadapu Grandavari, sono perlopiù collezioni di miti e leggende più che vere e proprie fonti storiche. Secondo una leggenda molto nota in loco l'ultimo Perumal (ultimo re del Chera) divise il suo regno tra i suoi figli e i suoi nipoti, si convertì all'Islam e raggiunse La Mecca su un hajj. Come riporta il Keralolpathi: 
 L'ultimo e famoso "Perumal" governò il Kerala per 36 anni. Egli la lasciò per La Mecca su una nave con alcuni musulmani che erano giunti dal porto di Kodungallur (Cranganore) e si convertì all'Islam. Prima di partire per la Mecca, egli divise il suo regno tra i suoi nipoti e figli.
 Il Perumpadapu Grandavari contiene un ulteriore resoconto delle origini della dinastia regnante: 
L'ultimo Thavazhi di Perumpadapu Swaroopam iniziò il giorno di Kaliyuga. Cheraman Perumal divise la sua terra a metà, 17 "amsa" nord di Neelaeswaram e 17 amsa a sud, per un totale di 34 amsa, e diede il suo potere ai suoi nipoti e figli. Trentaquattro regni tra Kanyakumari e Gokarna (oggi Karnataka) passarono a una "thampuran" che era figlia dell'ultimo nipote di Cheraman Perumal.
Keralolpathi riporta la divisione del regno nel 345 d.C., il Perumpadapu Grandavari nel 385 d.C., William Logan nell'825 d.C. Non vi sono documenti scritti relativi a queste primitive divisioni del Kerala, ma secondo molti storici la divisione potrebbe essere avvenuta durante il secondo regno Chera all'inizio del XII secolo.
Gli storici tra cui Robin Jeffry, Faucett ed il rev. Samuel Mateer sono dell'opinione che come tutti gli altri re di Malabar (Kerala), il raja di Cochin (Perumpadapum Moopil) fu anch'esso di origini Nair. Samuel Mateer riporta: "Vi sono ragioni per credere che anche tutti i re di Malabar, senza pretese, appartenessero allo stesso grande corpo, e che tutti fossero omogenei alla popolazione chiamata Nairs."

### Prima dell'arrivo dei portoghesi

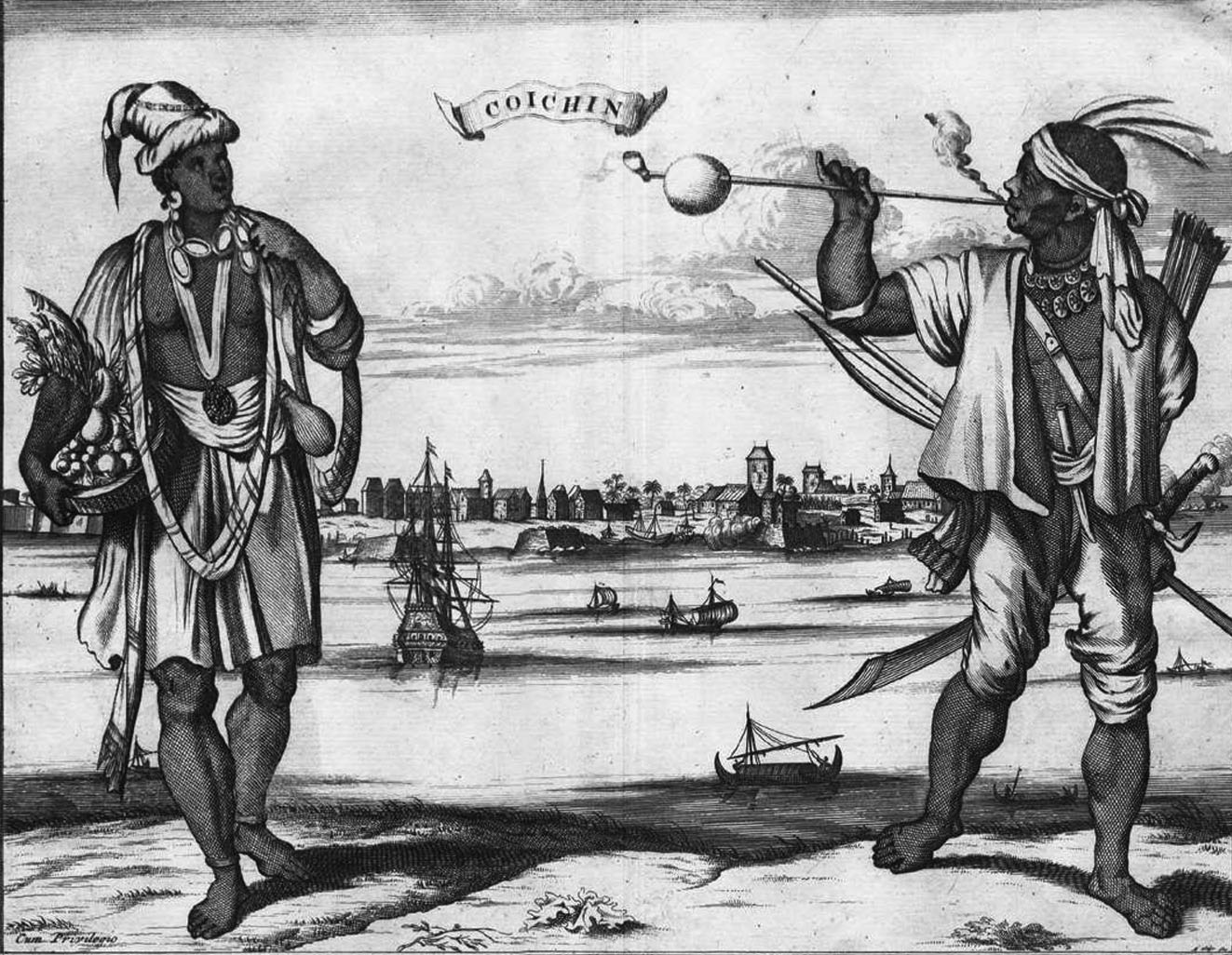
Veduta della città di Cochin, stampa del XVII secolo

Il regno di Cochin governava una vasta area nel Kerala centrale prima dell'arrivo dei portoghesi. Lo stato si estendeva da Ponnani a Pukkaitha a nord, Anamalais a est e Cochin e Porakkad a sud, concapitale a Perumpadappu al confine a nord. Successivamente, Calcutta conquistò gran parte del regno Perumpadappu, rendendola uno stato tributario.

### Il periodo portoghese (1503–1663)

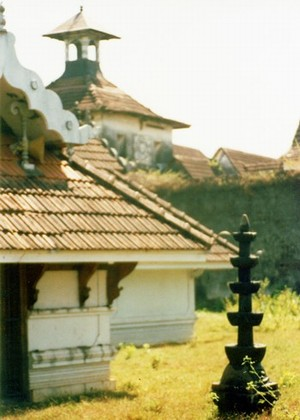
Il tempio-palazzo di Mattancherry, venne costruito durante il periodo di dominazione portoghese da Raja Veera Kerala Varma

Cochin fu lo scenario del primo insediamento europeo in India. Nell'anno 1500, l'ammiraglio portoghese Pedro Álvares Cabral sbarcò a Cochin dopo essere stato repulso da Calcutta. Il re di Cochin accolse i portoghesi siglando un trattato di amicizia. Promettendo il suo supporto nella conquista di Calcutta, l'ammiraglio blandì il re al punto da ottenere il permesso di costruire delle fabbriche a Cochin (ed alla sua partenza Cabral permise a trenta portoghesi ed a quattro frati francescani di rimanere nel regno). Rassicurato dall'offerta di supporto, il re dichiarò guerra ai suoi padroni superiori, gli Zamorins di Calcutta.
Nel 1502 una nuova spedizione al comando di Vasco da Gama giunse a Cochin, e l'amicizia tra popolo locale e coloni venne rinnovata. Vasco da Gama bombardò in seguito Calcutta e distrusse le fabbriche arabe locali. Questo fatto innervosì lo Zamorin di Calcutta ed egli attaccò Cochin dopo la partenza di Vasco de Gama e distrusse le fabbriche installate in loco dai portoghesi. Il re di Cochin ed i suoi alleati portoghesi vennero costretti a ritirarsi sull'Isola di Vypin. Ad ogni modo, l'arrivo di piccoli rinforzi dalla flotta portoghese alcuni giorni dopo, per opera di Duarte Pacheco Pereira e l'arrivo dei monsoni allarmarono lo Zamorin. Calcutta richiamò immediatamente l'esercito ed abbandonò l'assedio. Lo stesso Zamorin si ritirò per celebrare in giorni fausti la festa locale di Onam. Ad ogni modo gran parte di Cochin era stata distrutta e incendiata.

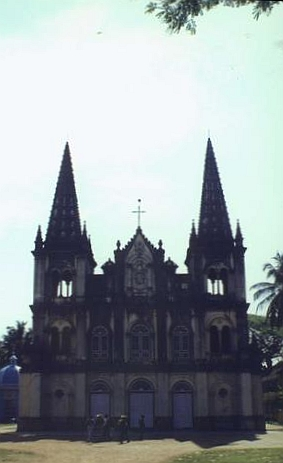
La Cattedrale di Santa Cruz a Kochi, originariamente costruita dai portoghesi

Dopo aver riassicurato il trono ai re di Cochin, i portoghesi ottennero il permesso di costruire un forte – Fort Emmanuel (l'attuale Fort Kochi) – che circondasse le fabbriche portoghesi, di modo da proteggerle da ogni altro attacco proveniente da Calcutta ed il 27 settembre 1503 la fondazione era già completata. L'intero lavoro venne de facto commissionato dal regnante di Cochin che fornì anche lavoratori e materiali. Nel 1505, l'iniziale forte di legno venne rimpiazzato da una più solida fortezza in pietra. La prima chiesa cristiana di Cochin fu quella di São Bartolomeu costruita nel 1504. Successivamente, per una migliore difesa del villaggio, venne costruito un ulteriore forte detto "Castelo de Cima" sull'Isola di Vypeen a Paliport. Alla partenza della flotta portoghese, solo Duarte Pacheco Pereira e pochi fanti rimasero a Cochin. Nel frattempo, lo zamorin di Calcutta aveva dato vita ad un copioso esercito con cui attaccare il dominio. Per cinque mesi, Pacheco Pereira ed i suoi uomini furono in grado di resistere e respinsero infine l'assalto delle forze di Calcutta.
I governanti di Cochin continuarono il governo con l'aiuto dei portoghesi. Nel frattempo, i portoghesi segretamente cercarono di entrare in alleanza con gli zamorin per conquistare il porto di Cochin. Lentamente, le armate dei portoghesi a Cochin aumentarono, presumibilmente per aiutare il re a proteggere Cochin, ma in realtà per ridurre il potere del re ed aumentare l'influenza portoghese. Dal 1503 al 1663, Cochin fu virtualmente governata dal Portogallo attraverso il raja di Cochin. La città di Cochin rimase la capitale dell'India portoghese sino al 1530, garantendo l'esportazione di molte spezie, in particolare di pepe.
Nel 1530, San Francesco Saverio giunse in loco e fondò la missione cristiana. Cochin ospitò la tomba di Vasco da Gama, il viceré portoghese, che venne sepolto nella chiesa di San Francesco sin quando le sue spoglie non fecero ritorno in Portogallo nel 1539.
Poco dopo la presenza di Afonso de Albuquerque, il Kerala iniziò a declinare. Il fallimento dell'impresa coloniale portoghese fu dovuto a diversi fattori come matrimoni interni, conversioni forzate, persecuzioni religiose, ecc.

### Il periodo olandese (1663–1773)

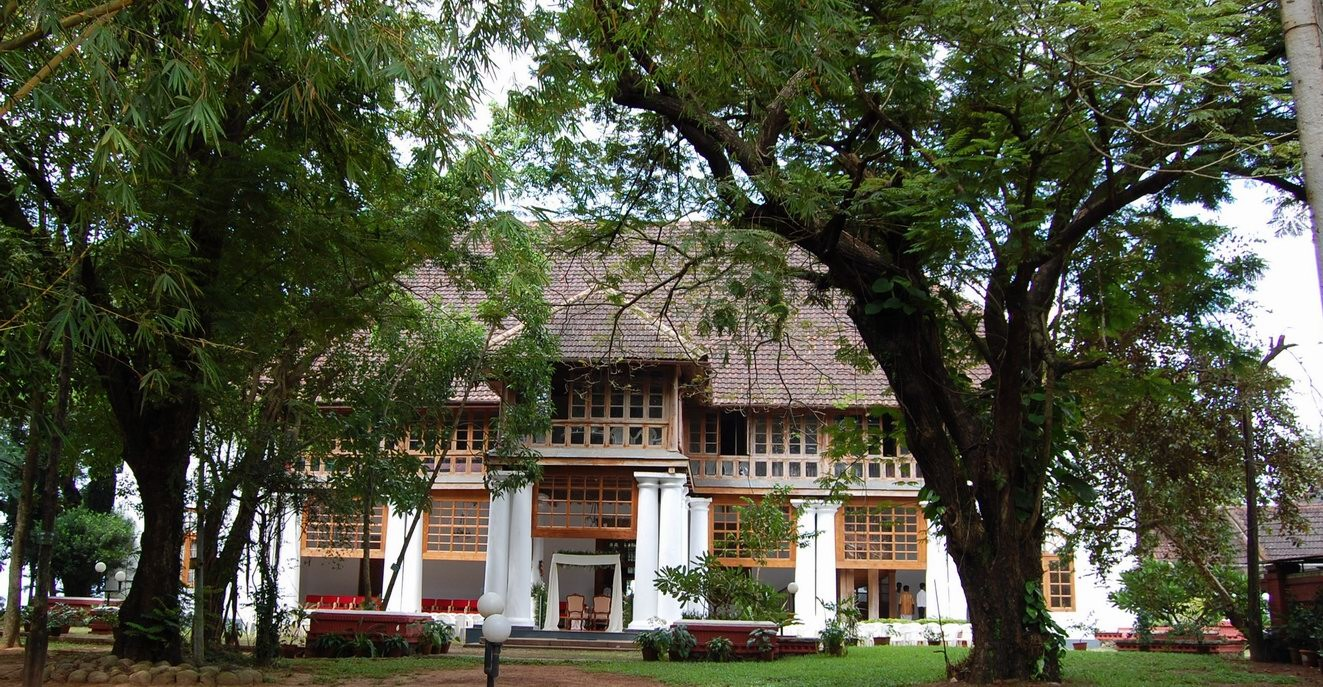
Il Palazzo di Bolgatty, costruito nel 1744 dai mercanti olandesi, è uno dei palazzi olandesi più antichi costruiti ed ancora esistenti al di fuori dei Paesi Bassi.

Il dominio portoghese venne sostituito da quello degli olandesi, che conquistarono Quilon dopo diversi scontri coi portoghesi ed i loro alleati. I membri della casata reale di Cochin, insoddisfatti dei loro precedenti alleati, chiesero l'aiuto degli olandesi che offrirono la loro assistenza. Essi sbarcarono a Njarakal e catturarono il forte di Pallippuram, avendo la meglio sugli zamorin.

### L'invasione dei mysoresi
Nel 1773 la conquista dei mysoresi guidati da Hyder Ali della regione del Malabar scendendo sino a Kochi. Il raja di Kochi dovette pagare un sussidio di 1.000.000 di Ikkeri Pagodas (circa 400.000 rupie). Successivamente, nel 1776, Haider prese Trichur, che era sotto il dominio del regno di Kochi. Per questo, il Raja venne costretto a divenire un tributario di Mysore e pagare un nuzzar di 100.000 pagode e 4 elefanti ed un tributo annuale di 30.000 pagode. Fu questo inoltre il periodo in cui venne creata la carica di primo ministro ereditario.

### Il periodo inglese (1814–1947)

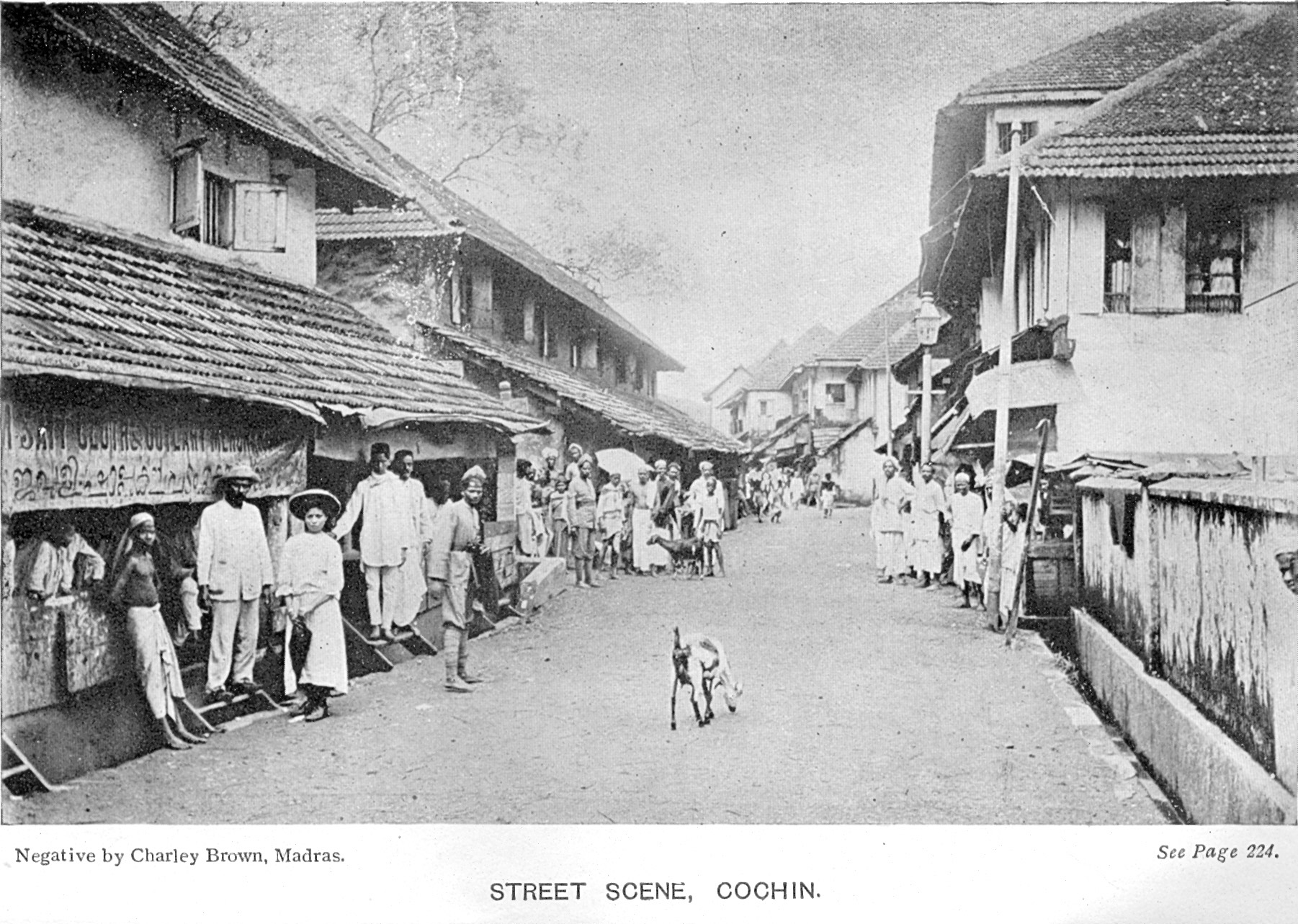
Cochin in epoca coloniale

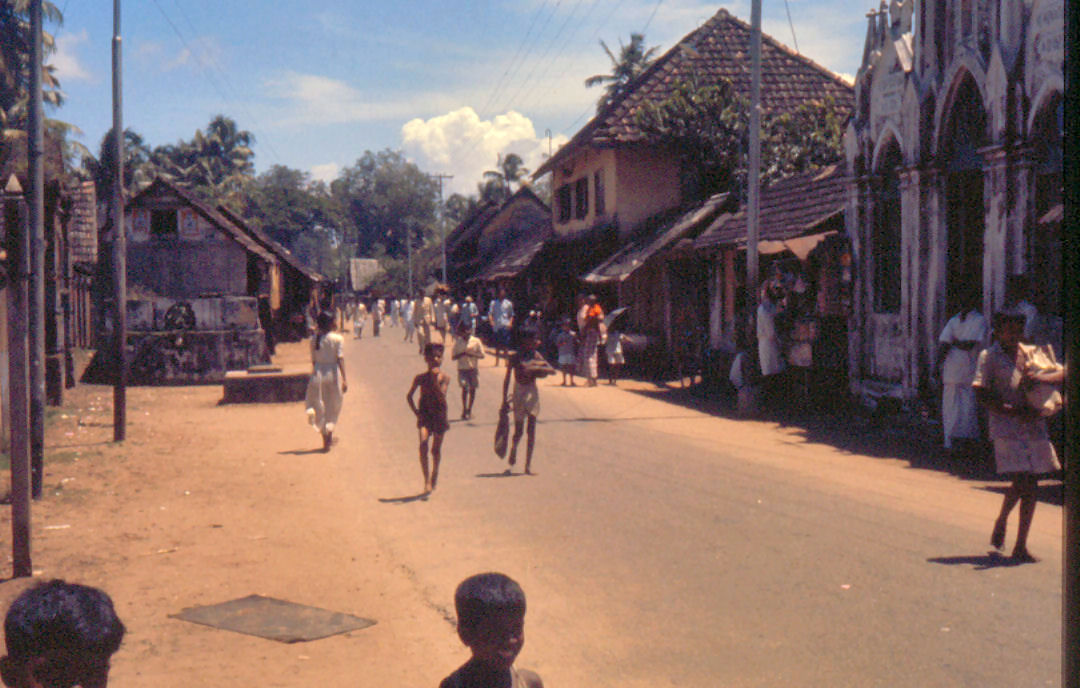
Cochin negli anni '60 del Novecento

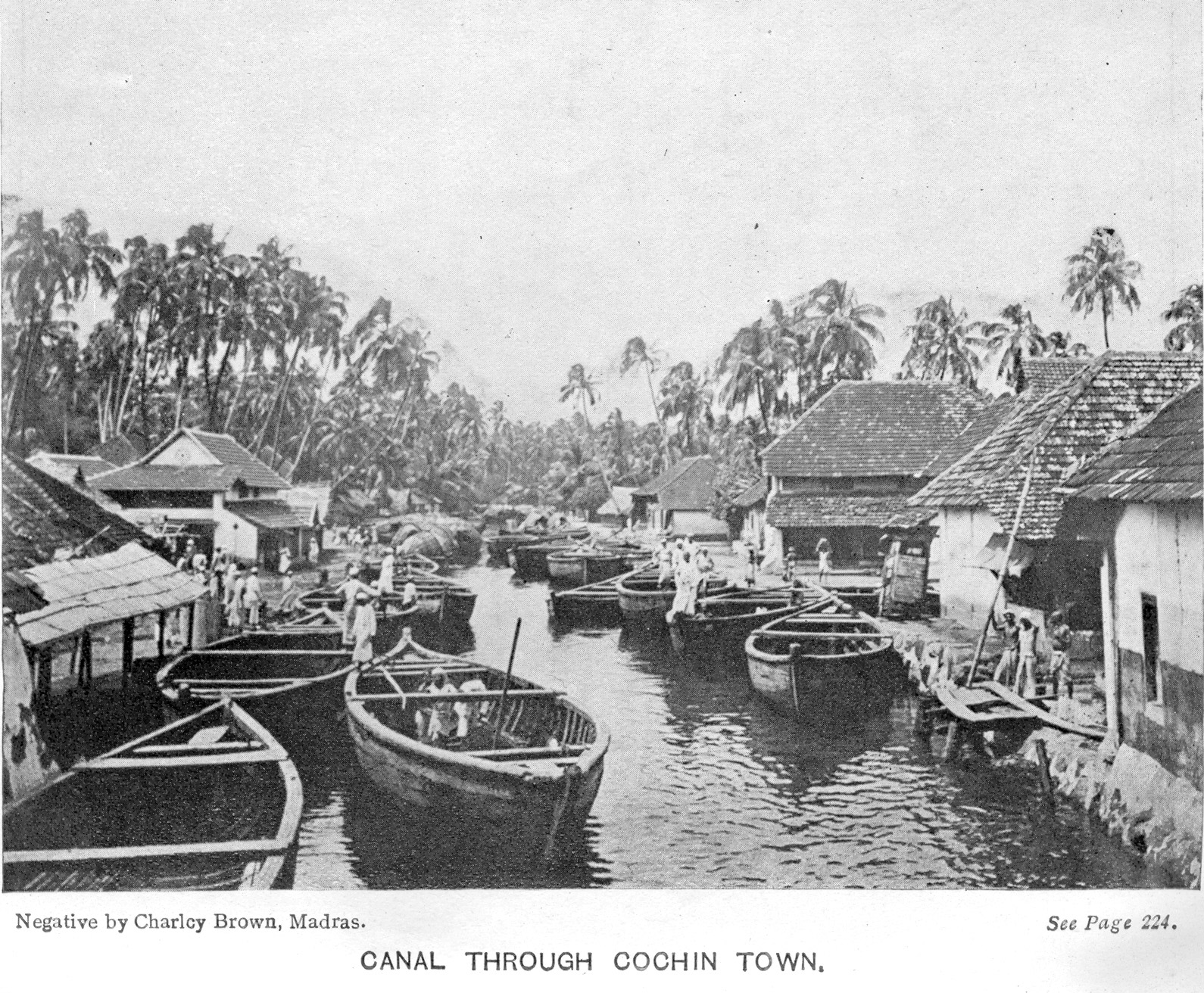
Cochin in epoca coloniale

Nel 1814 sulla base del Trattato anglo-olandese, le isole di Kochi, tra cui il Forte di Kochi ed il suo territorio, vennero ceduti al Regno Unito in cambio dellIsola di Banca. Già prima di siglare il trattato, diversi inglesi risiedevano a Kochi.
All'inizio del XX secolo, il commercio al porto incrementò sostanzialmente e necessito di uno sviluppo di un porto di maggiore entità per accogliere un'intera flotta. L'ingegnere portuale Robert Bristow operò a Cochin nel 1920 sotto la direzione di Lord Willingdon, allora governatore della presidenza di Madras. Nell'arco di 21 anni egli trasformò Cochin in un porto sicuro nella penisola.
Nel frattempo, nel 1866, il Forte di Cochin divenne un municipio esso stesso, e le prime elezioni dei 18 membri del consiglio si tennero nel 1883. Il maharajah di Cochin iniziò l'amministrazione locale nel 1896 formando dei consigli dei villaggi a Mattancherry ed a Ernakulam. Nel 1925, l'assemblea legislativa di Kochi venne costituita per pressione del pubblico. L'assemblea consisteva in 45 memberi, 10 dei quali nominati dal governo. Thottakkattu Madhaviamma fu la prima donna ad essere nominata membro di un'amministrazione in India.
Kochi fu il primo stato ad aderire all'Unione Indiana quando l'India ottenne la propria indipendenza nel 1947. Cochin venne unita a Travancore per creare il Travancore-Cochin, che poi venne unito al distretto di Malabar della presidenza di Madras il 1º novembre 1956 per formare l'odierno stato del Kerala.

## Maharaja

### Regnanti sotto il dominio portoghese e olandese

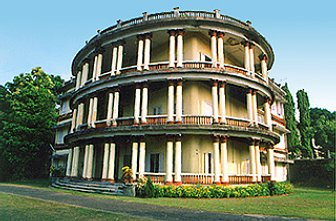
Hill Palace, il palazzo principale

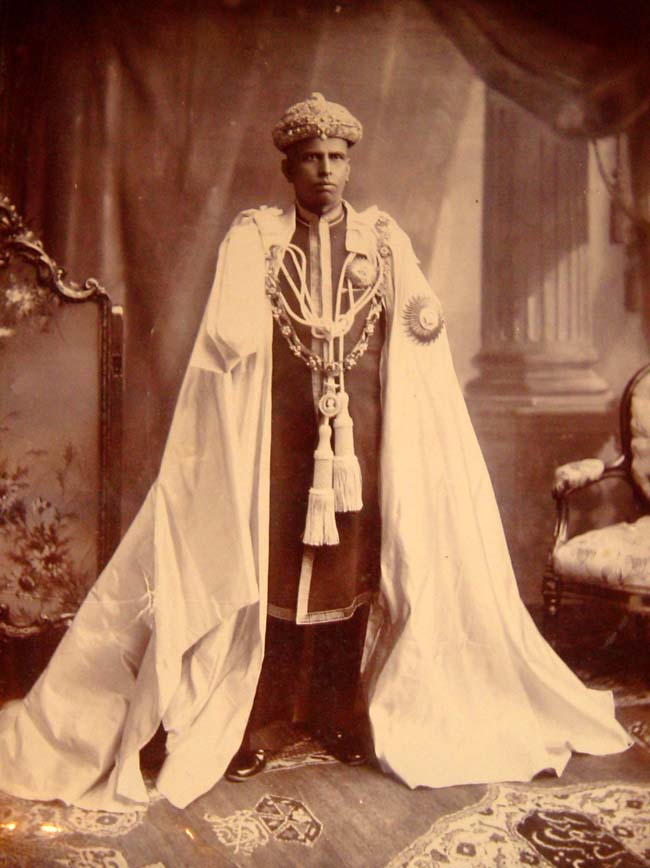
Rama Varma XV meglio conosciuto come "Sua abdicata altezza"

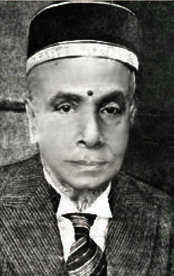
Il maharaja Kerala Varma Thampuran conosciuto anche come
Aikya Keralam Thampuran

1. Unniraman Koyikal I (c. 1500 - 1503)
2. Unniraman Koyikal II (1503 - 1537)
3. Veera Kerala Varma I (1537–1565)
4. Keshava Rama Varma (1565–1601)
5. Veera Kerala Varma II (1601–1615)
6. Ravi Varma I (1615–1624)
7. Veera Kerala Varma III (1624–1637)
8. Goda Varma I (1637–1645)
9. Veerarayira Varma (1645–1646)
10. Veera Kerala Varma IV (1646–1650)
11. Rama Varma I (1650–1656)
12. Rani Gangadharalakshmi (1656–1658)
13. Rama Varma II (1658–1662)
14. Goda Varma II (1662–1663)
15. Veera Kerala Varma V (1663–1687)
16. Rama Varma III (1687–1693)
17. Ravi Varma II (1693–1697)
18. Rama Varma IV (1697–1701)
19. Rama Varma V (1701–1721)
20. Ravi Varma III (1721–1731)
21. Rama Varma VI (1731–1746)
22. Kerala Varma I (1746–1749)
23. Rama Varma VII (1749–1760)
24. Kerala Varma II (1760–1775)
25. Rama Varma VIII (1775–1790)
26. Rama Varma IX (Shaktan Thampuran) (1790–1805)

### Governanti sotto il protettorato britannico
1. Rama Varma IX (Shaktan Thampuran) (1790–1805)
2. Rama Varma X (1805–1809) – Vellarapalli-yil Theepetta Thampura
3. Kerala Varma III (Veera Kerala Varma) (1809–1828) – Karkidaka Maasathil Theepetta Thampuran
4. Rama Varma XI (1828–1837) – Thulam-Maasathil Theepett1a Thampuran
5. Rama Varma XII (1837–1844) – Edava-Maasathil Theepett1a Thampuran
6. Rama Varma XIII (1844–1851) – Thrishur-il Theepetta Thampuran
7. Kerala Varma IV (Veera Kerala Varma) (1851–1853) – Kashi-yil Theepetta Thampuran
8. Ravi Varma IV (1853–1864) – Makara Maasathil Theepetta Thampuran

### Governanti sotto la corona inglese
1. Ravi Varma IV (1853–1864) – Makara Maasathil Theepetta Thampuran
2. Rama Varma XIV (1864–1888) – Mithuna Maasathil Theepetta Thampuran
3. Kerala Varma V (1888–1895) – Chingam Maasathil Theepetta Thampuran
4. Rama Varma XV (Sir Sri Rama Varma) (1895–1914) (m. nel 1932)
5. Rama Varma XVI (1914–1932) – Madrasil Theepetta Thampuran
6. Rama Varma XVII (1932–1941) – Dhaarmika Chakravarthi, Chowara-yil Theepetta Thampuran
7. Kerala Varma VI (1941–1943) – Midukkan Thampuran
8. Ravi Varma V (Ravi Varma Kunjappan Thampuran) (1943–1946) – Kunjappan Thampuran
9. Kerala Varma VII (1946–1947) – Aikya Keralam Thampuran
10. Rama Varma XVIII (1948–1949)